# Богословский институт святого Владимира
Богосло́вский институ́т свято́го Влади́мира — негосударственное высшее учебное заведение Русской зарубежной церкви, дававшее духовное образование и готовившее церковно- и священнослужителей для служения в Маньчжоу-го. Институт действовал с 1938 по 1946 год в Харбине.

## История
6 мая 1927 года в Харбине открылись пастырско-богословские курсы для подготовки кандидатов в священство. В число действительных слушателей принимались лица, окончившие среднее учебное заведение. Предметы проходились по программе 5 и 6 классов духовных семинарий. Заведовал курсами митрофорный протоиерей Николай Вознесенский.
13 марта 1929 года решением Архиерейским Синодом РПЦЗ Пастырско-богословские курсы были утверждены в качестве регулярного духовно-учебного заведения.
По воспоминаниям епископа Нафанаила (Львова): «Отец Николай [Вознесенский] был душой этих курсов. Он был председателем Педагогического совета, лектором по Священному Писанию, по церковной истории, по апологетике. Но и другие профессора и преподаватели Богословских Курсов были ярки и интересны. По большей части это были профессора Казанской Духовной Академии. На Курсах изучалось 15 предметов. <…> Почти без исключения все студенты относились к своему учению горячо, усердно и самоотверженно».
Пастырско-богословские курсы просуществовали сделали два выпуска: студентов первого выпуска было 14 человек, второго — 11.
В 1934 году несколько лиц светского и духовного звания обратились к властям Харбина с просьбой открыть в Харбине высшее учебное заведение для русского юношества.

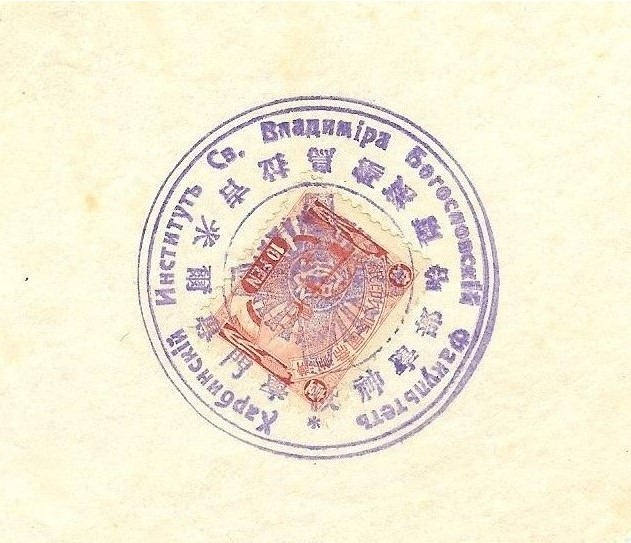
Печать богословского факультета Института святого Владимира в Харбине.

29 августа 1934 года пастырско-богословские курсы были преобразованы в богословский факультет Института святого Владимира. Ректором Института, согласно его уставу, являлся правящий архиерей Харбинской епархии, каковым являлся митрополит Харбинский и Маньчжурский Мелетий (Заборовский). В устроении и деятельности нового высшего учебного заведения самое активное участие бывший ректор Пастырско-богословских курсов Димитрий (Вознесенский), ставший епископом Хайларским.
Слушатели богословского факультета проходили четырёхгодичный курс по программе православных духовных академий. Принимались лица со средним образованием, а не имеющие такового поступали вольнослушателями. Существовала и заочная форма обучения. По окончании института слушатели получали звание кандидата богословия
В первые годы существования Институту приходилось испытывать серьёзные финансовые трудности, в связи с чем плата преподавателям за чтение лекций была установлена в размере 0,5 гоби за 1 час.
Годовым праздником Богословского факультета был 21 ноября — день Архистратига Михаила и прочих бесплотных сил. По обыкновению накануне этого праздника в Свято-Иверской часовне совершалось торжественное всенощное бдение, возглавляемое митрополитом Мелетием или архиепископом Димитрием (Вознесенским).
Института святого Владимира с его факультетами: богословским, политехническим и восточно-экономическим просуществовал недолго: сначала в 1938 году по распоряжению властей Маньчжоу-Го был закрыт политехнический факультет, а в 1940 года — восточно-экономический. Политехнический факультет и 1-й курс восточно-экономического факультета вошли в состав Северо-Маньчжурского университета, официально открытый в Харбине в марте 1938 года, а богословский факультет в начале 1938 года был переименован в Свято-Владимирский Богословский Институт.
В институте преподавали 10-13 профессоров и преподавателей. Учебный план был составлен по образцу духовных академий к которому был добавлен курс востоковедения и китайский язык. Синологическое отделение института под руководством профессора Ивана Тимбо занималось совершенствованием переводов православных богослужебных текстов на китайский язык.
В январе 1939 году в должность ректора института вступил настоятель Никольского собора в Харбине протоиерей Виктор Гурьев.
В институт принимались лица с законченным средним образованием, другие же могли присутствовать на лекциях в качестве вольнослушателей. Существовала заочная форма обучения. В институт поступали выпускники реальных и коммерческих училищ, а также Харбинской духовной семинарии, открытой в 1938 году. Окончившие институт получали учёную степень кандидата богословия.
Обучение на богословском факультете со дня его основания было платным, что и позволяло окупать расходы по выплате жалования преподавателям, а также содержать институт. Плата составляла в 1934 году около 50 гоби, а к 1945 году возросла до 150. В Свято-Владимирском институте обучались и стипендиаты, не имевшие возможности оплачивать своё обучение, составлявшие около 15 % от общего числа студентов.
В первые 3 — 4 года существования института число студентов на всех курсах не превышало 50 человек, однако к 1944 года в институте обучались уже 100 студентов. В 1945 году количество учащихся снизилось до 40 человек. Преподаватели института жаловались на слабую посещаемость лекций студентами, особенно с 1942 года. Одной из главных причин этого была полная материальная необеспеченность большинства студентов, которая заставляла их где-либо работать, подрабатывать или искать работу, чтобы найти источник существования для себя и своих родственников. Администрация богословского факультета вела постоянную борьбу с низкой посещаемостью. Так, в 1944 году 20 студентов института были отчислены за многочисленные пропуски лекций. С начала сентября 1945 года в связи с военными событиями посещаемость лекций резко упала — на занятиях временами присутствовали 3-4 студента, имевшие возможность добраться до института; вечерами в то время небезопасно было возвращаться домой по неосвещённым Харбинским улицам.
Посетивший Харбин в октябре-ноябре 1945 года епископ Елевферий (Воронцов) писал в своём докладе Патриарху Алексию I:

Богословский факультет помещается в здании Епархиального совета (бывш[ий] храм), и занятия производятся только вечером. Число студентов на всех 4-х курсах — 41 чел[овек], из которых — 10 девиц; профессоров, доцентов и лекторов — 10 чел[овек], из которых — 6 духовных лиц. Деканом Богословского факультета состоит прот[оиерей] Виктор Гурьев. За период своего существования факультет произвёл лишь 4 выпуска студентов, получивших звание кандидатов богословия; всего за это время окончило 13 чел[овек], из которых большая часть в настоящее время состоит священнослужителями в г. Харбине. При моем посещении Богословского факультета меня приветливо встретили профессора и студенты, знакомили с постановкой учебного дела, причем некоторые студенты просили меня передать Вашему Святейшеству их желание перейти в Московский богословский институт и просьбу исходатайствовать у Советского Правительства разрешение перевезти с собой в Москву имеющуюся у них богословскую литературу, а также — льготный удешевленный проезд по железной дороге до Москвы. <…> Богословский факультет общежития не имеет.
Упоминаемые выше тринадцать человек по данным современных исследователей — это лишь те, кто окончили богословский факультет в 1937 и 1939 годы. Однако далее последовал выпуск 1941 года, который стал наиболее многочисленным. В 1944—1946 годах последовал четвёртый и последний выпуск, растянувшийся во времени из-за неспокойной военно-политической обстановки. Точное количество выпускников из-за отсутствия документальных данных о составе двух последних выпусков не может быть достоверно установлено. В 1946 году состоялась последняя в истории Богословского института защита кандидатской диссертации. В том же году он закрылся.

## Руководство
Деканы и ректоры
- декан архимандрит Василий (Павловский) (октября 1934 — октябрь 1938)
- ректор протоиерей Виктор Гурьев (январь 1939—1940)
- ректор протоиерей Аристарх Пономарёв (1940—?)
- декан Иван Иванович Костючек (1941—1945)